# بعض
البعض اسم لجزء مركب تركب الكل منه ومن غيره. ويطلق على الواحد وفأكثر. يقال بعض الفقهاء، أي واحد أو عدد من الفقهاء.

## Kooora
- بضع